# Ротонда, Моста
 Тази статия е за църквата в Малта.  За архтитектурния вид църкви вижте Кръгла църква.  За градчето в Италия вижте Ротонда (Италия).
Ротонда Успение Богородично, наричана Ротондата в Моста (на малтийски: Rotunda of St Marija Assunta / Rotunda of Mosta) е римокатолическа църква в град Моста, Малта. Смята се, че диаметърът на нейния купол е сред най-големите в Европа и света. Посветена е на Успение на Пресвета Богородица, християнски празник честван на 15 август, който е и празник на града.

## История и Архитектура
Проектът за храма е дело на малтийския архитект от френски произход Джорджо Гронет. Стилистиката е изцяло базирана на Пантеона, прочутият античен храм в Рим. Сградата е централнокуполна с план във формата на чист кръг. Главният вход е изявен по класически начин с портик с йонийска колонада и антаблеман увенчан с фронтон.
Цилиндърът на основното тяло е разделен визуално по височина на две равни части посредством масивна корнизна структура, явяваща се продължение на антаблемана на портика. В долната част е изпълнен растер от пиластри и „слепи“ ниши. Във всяка четвърта от тях е поместен малък арковиден прозоречен отвор. Горната част е изчистена от пиластрите. Там растерът е проведен посредством високи и дълбоки отвори отново с арковидна форма. В основата си куполът е с диаметър от 37 метра, което го нарежда сред най-големите в Европа и света. Портикът е допълнително подчертан с две камбанарии в двата си края, които във височина надхвърлят значително фронтона, достигайки нивото на главния корниз на основното тяло.
Строителството е започнато през май 1833 година и приключва през 1860 г. Ротондата е издигната на мястото на малка църква от XVII век. Построена е на доброволни начала в свободното време на местните жители и строителните работници. Освещаването на храма е извършено през 1871 година.

## Чудото
Едно от основните неща предизвикващи интересът към църквата, освен нейната архитектура, е великото чудо случило се тук и приписвано на божествената намеса на Дева Мария. В храмът е изложена 200 килограмова бомба на Луфтвафе, която на 9 април 1942 г. в 16,40 часа по време на внезапна бомбардировка, пробива купола и отскача два пъти удряйки се в стените, преди да застине на пода без да избухне. Други две бомби ожулват постройката и се изтъркулват на площада отпред също без да избухнат. Стотици миряни са били изпълнили храма по същото време за следобедната служба. Никой от тях не получава дори леко нараняване.

## Галерия
- интериорен изглед на купола